# Гуг-Тапе (Урмія)
Гуг-Тапе (перс. گوگ تپه) — село в Ірані, входить до складу дехестану Північний Барандузчай у Центральному бахші шахрестану Урмія провінції Західний Азербайджан.